# Больбек (кантон)
Больбек (фр. Bolbec) — кантон во Франции, находится в регионе Нормандия, департамент Приморская Сена. Входит в состав округа Гавр.

## История
До 2015 года в состав кантона входили коммуны Берньер, Бёзвиль-ла-Гренье, Бёзвиллет, Больбек, Больвиль, Грюше-ле-Валас, Ланкето,  Линто, Мирвиль, Нуанто, Парк-д'Анксто,  Раффето, Рувиль, Сен-Жан-де-ла-Нёвиль, Сент-Эсташ-ла-Форе и Трувиль.
В результате реформы 2015 года состав кантона был изменен. В его состав включены отдельные коммуны упраздненного кантона Лилльбонн.

## Состав кантона с 22 марта 2015 года
В состав кантона входят коммуны (население по данным Национального института статистики за 2018 г.):
- Берньер (638 чел.)
- Бёзвиль-ла-Гренье (1 236 чел.)
- Бёзвиллет (637 чел.)
- Больбек (11 605 чел.)
- Грюше-ле-Валас (3 163 чел.)
- Ла-Трините-дю-Мон (834 чел.)
- Ланкето (1 156 чел.)
- Лилльбонн (8 845 чел.)
- Меламар (905 чел.)
- Мирвиль (339 чел.)
- Нуанто (1 355 чел.)
- Парк-д'Анксто (567 чел.)
- Раффето (503 чел.)
- Рувиль (607 чел.)
- Сен-Жан-де-ла-Нёвиль (610 чел.)
- Сен-Жан-де-Фольвиль (822 чел.)
- Сен-Никола-де-ла-Тай (1 615 чел.)
- Сент-Антуан-ла-Форе (1 089 чел.)
- Сент-Эсташ-ла-Форе (1 195 чел.)
- Танкарвиль (1 267 чел.)

## Политика
На президентских выборах 2022 г. жители кантона отдали в 1-м туре Марин Ле Пен 36,2 % голосов против 24,3 % у Эмманюэля Макрона и 18,3 % у Жана-Люка Меланшона; во 2-м туре в кантоне победила Ле Пен, получившая 56,2 % голосов. (2017 год. 1 тур: Марин Ле Пен – 30,0 %, Жан-Люк Меланшон – 22,8 %, Эмманюэль Макрон – 18,1 %, Франсуа Фийон – 13,9 %; 2 тур: Макрон – 51,0 %. 2012 год. 1 тур: Франсуа Олланд — 28,9 %, Николя Саркози — 22,3 %, Марин Ле Пен — 21,6 % ; 2 тур: Олланд — 57,2 %. 2007 год. 1 тур: Саркози — 25,9 %, Сеголен Руаяль — 24,8 %; 2 тур: Руаяль — 51,1 %).
С 2015 года кантон в Совете департамента Приморская Сена представляют бывший мэр города Больбек Доминик Мето (Dominique Métot) и медсестра из города Лилльбонн Мюриэль Мутье Лесерф (Murielle Moutier Lecerf) (оба — Разные левые).
|                | Кандидаты                         | Партия                  | Первый тур | Первый тур     | Второй тур | Второй тур |
| Кол-во голосов | Кандидаты                         | Партия                  | % голосов  | Кол-во голосов | % голосов  |            |
| -------------- | --------------------------------- | ----------------------- | ---------- | -------------- | ---------- | ---------- |
|                | Доминик Мето Мюриэль Мутье Лесерф | Разные левые            | 3 057      | 42,83          | 5 036      | 70,62      |
|                | Флоранс Герен Клеман Кевийи       | Национальный фронт      | 1 872      | 26,23          | 2 095      | 29,38      |
|                | Кристин Дешан Жан-Марк Орен       | Левый блок ― Зелёные    | 1 453      | 20,36          |            |            |
|                | Давид Дюамель Натали Марто        | Коммунистическая партия | 755        | 10,58          |            |            |

|                | Кандидаты                         | Партия                  | Первый тур | Первый тур     | Второй тур | Второй тур |
| Кол-во голосов | Кандидаты                         | Партия                  | % голосов  | Кол-во голосов | % голосов  |            |
| -------------- | --------------------------------- | ----------------------- | ---------- | -------------- | ---------- | ---------- |
|                | Доминик Мето Мюриэль Мутье Лесерф | Разные левые            | 3 050      | 24,87          | 7 856      | 66,25      |
|                | Брюно Блондель Жозьян Онво        | Национальный фронт      | 3 131      | 25,53          | 4 003      | 33,75      |
|                | Сильвен Паке Дидье Перальта       | Правый блок             | 2 682      | 21,87          |            |            |
|                | Никола Боссар Изабель Рикье       | Социалистическая партия | 1 994      | 16,26          |            |            |
|                | Ян Бё Селин Брюлен                | Левый фронт             | 1 407      | 11,47          |            |            |